# جين بيرنستاين
جين بيرنستاين (بالإنجليزية: Jane Bernstein)‏ (10 يونيو 1949)؛ روائية أمريكية.